# 小早川秀樹
小早川 秀樹（こばやかわ ひでき、1988年1月28日 - ）は、関西で活動する大阪府出身のラジオDJ。通称 ひでき、ヒデPOP（ひでぽっぷ）、こばやん、早朝の紳士。

## 人物
血液型はAB型。大阪府立守口東高等学校、放送芸術学院DJ&アナウンス科卒業（2011年3月）。放送芸術学院在学中、FM OSAKAのDJオーディションで合格。「スカッシュ!」を担当し始めた当時は放送芸術学院に在学中だった。

## 出演番組

### レギュラー
FM大阪
- MUSIC PLANET★Radio Starship（土曜23:55 - 24:15、2021年1月2日 - ）
- 新入部員候補連れてきました!（金曜20:45頃、2024年7月 - ）
  - 金曜20:00 - 20:55放送『アカネクラブ』内の上記1コーナーを担当。

ABCラジオ
- ABCフレッシュアップベースボール スタジオ担当(金曜、土・日曜ナイトゲーム)※プロ野球シーズン中
- 小早川秀樹のオシマシ!（金曜21:05 - 21:50、2021年10月1日 - ）
- 小早川秀樹のマシマシ!ベースボール（ナイター中継のある土・日曜21:05 - 21:30、2022年4月23日 - ）※プロ野球シーズン中

### 過去の出演番組
FM OSAKA→FM OH!→FM大阪
- スカッチュ!（2010年10月14日、28日）
- スカッシュ!（水・木曜 5:00 - 8:00、2010年10月 - 2012年3月）
- Fridate（金曜 16:00 - 19:00、2011年4月 - 2013年9月）
- なんMEGA!Z（金曜 18:00 - 19:00、2011年10月 - 2015年9月）
  - 番組終了の翌週（2015年10月2日）からは、『武田和歌子のぴたっと。』の金曜日でアシスタント代理を担当。
- MINTIA Refresh Music（日曜 9:30 - 9:55、2015年4月 - 12月）
- GOOD MORNING OSAKA
  - 水・木曜 6:00 - 10:55（2015年10月 - 2016年3月）→　水・木曜 7:30 - 10:55（2016年4月 - 2017年4月）
- OH! MY MORNING 851
  - 月～木曜 6:00 - 8:57（2017年4月 - 2018年3月29日）
  - 月～金曜 6:00 - 8:20 (2018年4月2日 - 2019年3月29日)
  - 月～金曜 5:55 - 8:20 (2019年4月1日 - 2020年6月30日)
- J3 Tuesday 〜Midnight IQ〜→OSAKA IDOL QUEST（2020年10月6日 - 2024年5月28日[1]）

ABCラジオ
- 武田和歌子のぴたっと。金曜アシスタント（2016年5月6日 - 2016年12月30日）
  - 月 - 金曜アシスタントの井之上チャル（俳優）が、俳優としての活動を優先する目的で休演した期間（2015年9月2日 - 11月27日、2016年2月15日 - 4月29日）に、アシスタント代理を担当（2015年9月30日までは月 - 木曜日に出演）。AMラジオ局の番組では初めてレギュラーを務めた[2]。井之上が月 - 木曜アシスタントとして復帰したことを機に、金曜アシスタントのみ事実上続投。シリーズ番組の『武田和歌子の野球にぴたっと。』にも、前述のアシスタント代理時代から出演していた。
- 9〜ジックナイト!（木・金曜21:05 - 21:50）[3]
  - プロ野球シーズン中は『ABCフレッシュアップベースボール』のスタジオ担当も同曜日で務めていた。
- 小早川秀樹のナイスじゃナイト!（土曜18:00 - 21:30、2021年4月3日 - 2021年10月30日・2022年4月2日 - 2022年10月1日・2023年4月 - 2023年9月18日）